# Komitet do spraw Radia i Telewizji „Polskie Radio i Telewizja”
Komitet do spraw Radia i Telewizji „Polskie Radio i Telewizja”, początkowo Komitet do spraw Radiofonii „Polskie Radio” (potocznie Radiokomitet) – instytucja, która w latach 1951–1993 zajmowała się kontrolą i organizacją pracy państwowych stacji radiowych i telewizyjnych. Pod jego kontrolą były wszystkie ogólnopolskie i lokalne stacje Polskiego Radia i Telewizji Polskiej. W skład jego wchodzili: Przewodniczący, zastępcy przewodniczącego (do spraw radia, do spraw telewizji, do spraw technicznych) oraz członkowie. Formalnie było to ciało kolegialne, w praktyce cała władza była skupiona w rękach przewodniczącego.

## Historia
Komitet do Spraw Radiofonii „Polskie Radio” został utworzony przy Radzie Ministrów 1 października 1951 (dekretem z 2 sierpnia 1951). Został on określony jako organ rządu w zakresie tworzenia i przekazywania programów radiofonicznych i telewizyjnych dla powszechnego odbioru. Do jego zakresu działania należało m.in. ustalenie wytycznych rozwoju radiofonii i telewizji, także w zakresie programowym, tworzenie programów informacyjnych, muzycznych, literackich, teatralnych i oświatowych, budowa, urządzanie i eksploatacja na zasadach wyłączności rozgłośni radiofonicznych i telewizyjnych oraz popieranie twórczości artystycznej, literackiej i naukowej w dziedzinie radiofonii i telewizji, jak też współpraca międzynarodowa. Jednocześnie zniesiono poprzednio istniejący w latach 1949–1951 Centralny Urząd Radiofonii. Przewodniczący Komitetu do momentu uchwalenia i wejścia w życie Konstytucji PRL z dnia 22 lipca 1952 był mianowany i odwoływany przez Prezydenta RP na wniosek premiera. Po wejściu w życie Konstytucji PRL kompetencje prezydenta RP przejęła Rada Ministrów.
8 grudnia 1960 Komitet do Spraw Radiofonii przekształcono w Komitet do Spraw Radia i Telewizji „Polskie Radio i Telewizja” (ustawą z 2 grudnia 1960), gdzie określony został jako centralny organ administracji państwowej w sprawach radiofonii i telewizji dla powszechnego odbioru. Zadania Komitetu pozostały zbliżone (doszło do nich m.in. opracowywanie i przedstawianie właściwym organom państwowym wniosków w sprawach planów produkcyjnych odbiorników radiowych i telewizyjnych). Przewodniczący Komitetu powoływany był przez Prezesa Rady Ministrów. Od 1 marca 1985 do zadań Komitetu doszło ponadto określanie wysokości abonamentu radiowo-telewizyjnego. Przy Komitecie działały: Rada Programowa i Rada Naukowo-Techniczna, jako organy doradcze i opiniodawcze. W okresie stanu wojennego (13 grudnia 1981 – 22 lipca 1983) władzę w Komitecie sprawował pełnomocnik Komitetu Obrony Kraju – komisarz wojskowy gen. bryg. Albin Żyto.
Komitet do Spraw Radia i Telewizji „Polskie Radio i Telewizja” zniesiono z końcem stycznia 1993 ustawą o radiofonii i telewizji z 29 grudnia 1992. Część jego zadań przeszła na publicznych nadawców radia i telewizji, a kompetencje administracyjne na nowo utworzoną Krajową Radę Radiofonii i Telewizji.

## Przewodniczący Radiokomitetu
- Włodzimierz Sokorski od kwietnia 1956 do października 1972
- Maciej Szczepański od października 1972 do sierpnia 1980
- Józef Barecki od sierpnia 1980 do września 1980
- Zdzisław Balicki od września 1980 do lipca 1981
- Władysław Loranc od lipca 1981 do grudnia 1982
- Jerzy Bajdor, kierownik od grudnia 1982 do marca 1983
- Mirosław Wojciechowski od marca 1983 do lipca 1986
- Janusz Roszkowski od lipca 1986 do kwietnia 1989
- Jerzy Urban od kwietnia 1989 do września 1989
- Andrzej Drawicz od września 1989 do 7 stycznia 1991
- Marian Terlecki od 12 stycznia 1991 do 22 października 1991
- Janusz Zaorski od 22 listopada 1991 do 19 maja 1992 i od 5 czerwca 1992 do 31 marca 1993
- Zbigniew Romaszewski od 22 maja 1992 do 5 czerwca 1992